# 渠县
渠县在中国四川省东部、渠江上游，是达州市所辖的一个县。总面积2013平方公里，截止2019年，渠县下辖37个乡镇（街道），户籍人口134.38万人，常住人口111.61万人。

## 歷史
- 明洪武九年（1376年）撤渠州，改流江縣置渠縣，隸四川承宣佈政使司順慶府廣安州，治地仍為流江故城（今渠江鎮）。
- 清嘉慶七年（1802年），四川分設5道，渠縣屬川北道順慶府。
- 嘉慶十九年（1814年）改隸川東道綏定府。
- 宣統三年（1911年）十月二十二日（12月11日），渠縣宣佈獨立，接受重慶軍政府領導，後四川軍政府成立，渠縣直隸於省。
- 民國三年（1914），川東道改稱東川道（治地重慶），轄渠縣等37縣。
- 民國十六年（1927）．渠縣改隸嘉陵道，次年直屬四川省。
- 民國二十四年（1935）川政統一，全省劃18個行政督察區，渠縣屬十區（治大竹）。
- 民國二十七年（1938年）6月，全川合併為10個行政區，渠縣改隸六區（治萬縣）。
- 民國二十八年（1939年）10月，四川恢復原18個行政督察區，渠縣仍屬第十區。
- 民國三十五年（1946年）6月，改督察區為專區，改序列番號為駐地名稱，渠縣隸大竹專區。
- 1949年12月12日，建立渠縣解放委員會。12月25日，渠縣人民政府成立，隸大竹行政督察專員區。
- 1950年1月，西南軍政委員會成立於重慶市．劃四川為四個行署區，川東行政公署轄大竹等5個專區，渠縣隸大竹專區。
- 1952年9月撤銷行署，合併成立四川省。1953年3月9日撤大竹專區，渠縣改隸四川省達縣專區[3]。
- 1968年9月，達縣專區改達縣地區，仍轄渠縣。
- 1993年7月5日，達縣地區改達川地區，仍轄渠縣[4]。
- 1999年6月20日，達川地區撤銷，設達州市，仍轄渠縣[5]。

## 行政区划

### 现行区划
渠县下辖3个街道办事处、28个镇、6个乡：
渠江街道、渠南街道、天星街道、临巴镇、土溪镇、三汇镇、文崇镇、涌兴镇、贵福镇、岩峰镇、静边镇、清溪场镇、宝城镇、有庆镇、㶍渡镇、琅琊镇、李渡镇、中滩镇、三板镇、丰乐镇、李馥镇、合力镇、青龙镇、卷硐镇、望溪镇、龙凤镇、新市镇、万寿镇、渠北镇、定远镇、东安镇、报恩乡、安北乡、大义乡、巨光乡、望江乡和拱市乡。

### 区划沿革
- 清同治年間劃李家場歸營山縣。
- 民國二十六年（1937年），調整清理「飛地」5處，民國30年（1941年）5月省府核准執行：
  - 大竹縣人和鎮7保，人口4613，土地36895畝，民國27年（1938年）8月劃入渠縣。
  - 渠縣回龍鎮（2處）3甲，人口235，土地1356畝，民國27年（1938年）8月劃歸大竹縣。
  - 達縣覃家壩3保，人口1404，土地1200畝，民國27年（1938年）9月劃入渠縣。
  - 達縣騎龍鎮7保，人口18700，土地11000畝，民國30年（1941年）1月劃入渠縣。
- 民國三十一年（1942）7月1日，渠縣劃清白（清和、柏林）、隆陽（楊家、回龍）兩鄉（42保356甲）歸大竹縣轄，面積共88平方公里。8月1日，正式辦理移交，後改為清河、柏林、楊家、回龍4鄉。
- 1956年5月22日，渠縣龍會鄉3個村，808戶，3979人，歸達縣騎龍鄉轄，面積31平方公里[8]。
- 1957年7月15日，渠縣匯東鄉勝利聯社第四高級社所屬地區劃歸達縣龍會鄉[9]。
- 1973年3月11日，渠縣紅光公社（義和）渠平大隊的7個生產隊劃歸平昌縣新華公社（佛樓）[10]。

## 交通
- 318国道

## 地方名人
李流、黃英

## 文物保护单位
全国重点文物保护单位3处：渠县汉阙、渠县文庙、城坝遗址
省级文物保护单位9处：梭罗碥摩崖造像、渠县节孝坊、王万邦墓、礼义城遗址、渠县赵氏宗祠、渠县河东云峰塔、三汇文峰塔、蒲氏宗祠、三汇王爷庙。

## 特产
渠县黄花：中国地理标志产品。